# 谢苗·伊格纳季耶夫
谢苗·杰尼索维奇·伊格纳季耶夫（1904年9月14日—1983年11月27日），蘇聯烏克蘭裔政治人物，苏联国家安全部部长。

## 生平
1926年加入苏联共产党；1951年接替阿巴库莫夫成为苏联国家安全部长；在斯大林死后，伊格纳季耶夫失势，被派往巴什基尔苏维埃社会主义自治共和国任职；在担任鞑靼苏维埃社会主义自治共和国党委书记后，于1960年退休。他于1983年去世，葬于莫斯科的新圣女公墓。

## 備註
1. ↑  俄語羅馬化：Semyon Denisovich Ignatyev
2. ↑  烏克蘭語羅馬化：Semen Denysovych Ihnatiev